# 加州州立理工大學波莫納分校
波莫納加州州立理工大學（California State Polytechnic University, Pomona，简称或CPP，又常被譯作加州州立理工大學波莫納分校）是一所位於加利福尼亞州南部波莫纳、歷史悠久的公立理工大學，23所大學的加州州立大學系統中的兩所工科大學的其中一所。校區離洛杉磯市以東約30英里，佔地1,437英畝（5.8平方公里），以商科、酒店管理学及工程學為主要專業。 Cal Poly Pomona 現為加州州立大學系統中規模第二大的大學，施行半学年制（Semester System），有約22,157名學生，1,225名教職員工。
波莫納加州州立理工大學最初於1938年以加州理工州立大學的波莫納校區創立，之後於1966年獨立成校。學校目前提供94個學士學位、39個碩士學位、13個學士學位的教學證書、以及1個教育系博士學位。學校的校訓為 "從實踐中學習"(Learning by doing)，是其中心的教學理念。

## 大学排名
根據2021年《美國新聞與世界報導》公布的最佳大学排行榜，CPP在美国西区公立大学排名第2位，西区综合排名第10位，最具创新力学校排名第3位，以及最佳本科教学排名第8位。而在《Money》杂志的2020年美国最佳大学排行榜中排行第15名

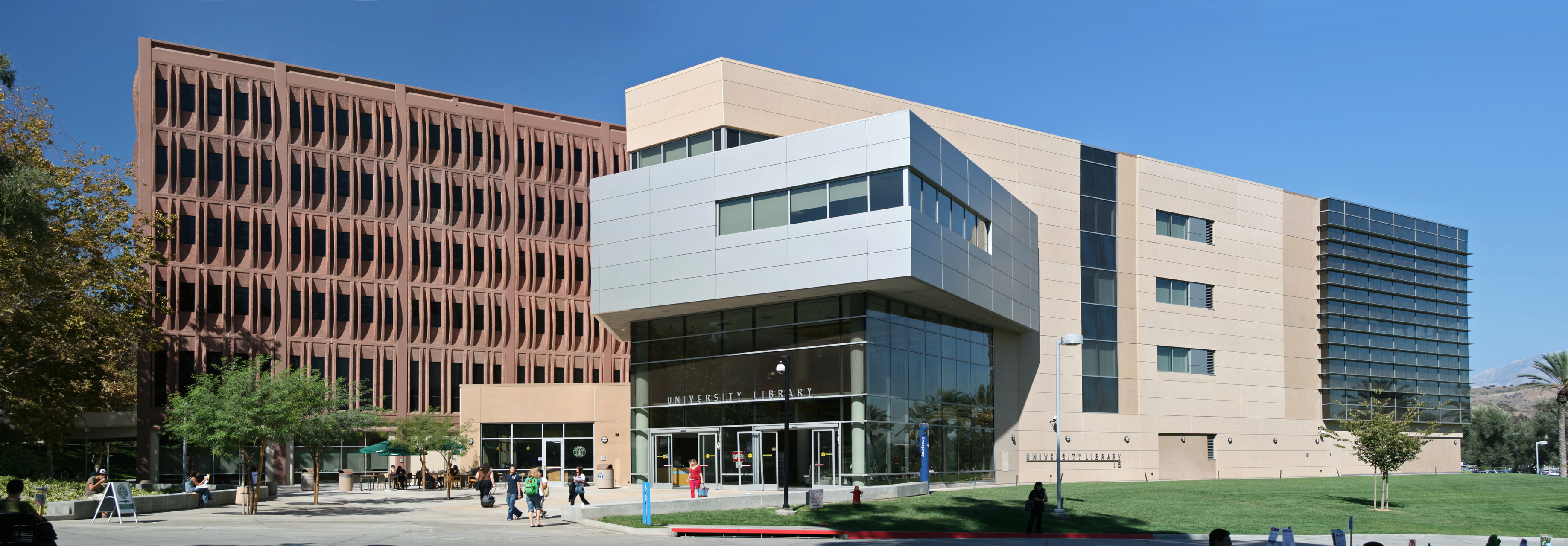
主校區和圖書館

## 学院
| 学院         | 成立年份 |
| ------------ | -------- |
| 农学院       | 1938     |
| 商学院       | 1968     |
| 教育学院     | 1973     |
| 工学院       | 1957     |
| 环境设计学院 | 1970     |
| 酒店管理学院 | 1973     |
| 文艺社会学院 |          |
| 理学院       |          |

## 外部連結
- 官方網站 （页面存档备份，存于）